# 交響曲第65番 (ハイドン)
交響曲第65番 イ長調 Hob. I:65 は、フランツ・ヨーゼフ・ハイドンが作曲した交響曲。
ハイドンの交響曲の中では従来ほとんど知られていなかった作品であるが、近年ではいわゆるハイドンの「シュトゥルム・ウント・ドラング（疾風怒濤）期」の作品の一つとして鑑賞されるようになってきている。

## 概要
1778年のブライトコプフ・ウント・ヘルテル社の目録に見えているが、作曲されたのはそれよりもかなり早い。正確な作曲年代は不明だが、60番台の他の交響曲より早い時代に作曲された。通常は1771年から1773年頃の作品とされるが、ジェームズ・ウェブスターによると、緩徐楽章でヴァイオリンが弱音器をつけていないことや、1768年頃に書かれた第59番『火事』との類似などによって、もっと早い時期の作品であると考えられている。

## 編成
オーボエ2、ホルン2、第1ヴァイオリン、第2ヴァイオリン、ヴィオラ、低音（チェロ、コントラバス、ファゴット）。

## 曲の構成
全4楽章、演奏時間は約24分。
- 第1楽章 ヴィヴァーチェ・エ・コン・スピーリト
イ長調、4分の4拍子、ソナタ形式。

全奏による3つの和音で始まる、明るい祝祭的な音楽である。再現部は提示部と大きく異なっている。

- 第2楽章 アンダンテ
ニ長調、8分の3拍子、ソナタ形式。
第1ヴァイオリンによって始められるが、すぐにオーボエとホルンによるファンファーレ風の楽句によって遮られる。同じ音を延々と繰り返したり、かなり風変わりな曲である。
元は劇付随音楽だったのではないかとH.C.ロビンス・ランドンは推測している[3]。

- 第3楽章 メヌエット - トリオ
イ長調 - イ短調、4分の3拍子。

途中で4拍子になる奇怪なメヌエットである。トリオはイ短調で、弦楽器のみによって演奏されるが、こちらも途中でヘミオラの連続によって3拍子に聞こえなくなる箇所がある。

- 第4楽章 フィナーレ：プレスト
イ長調、8分の12拍子、ソナタ形式。
ホルンによる狩りの信号で始まる、軽快な音楽である。